# Chiến lược hải quân
Chiến lược hải quân là việc lập kế hoạch và việc tiến hành một cuộc chiến tranh trên biển.
Chiến lược hải quân và khái niệm liên quan khác là chiến lược hàng hải, quan tâm đến đến các chiến lược tổng thể để giành chiến thắng trên biển. Nó bao gồm việc lập kế hoạch và việc tiến hành các chiến dịch, di chuyển và bố trí lực lượng hải quân để cho phép người chỉ huy có thể giành được ưu thế và đánh lừa kẻ thù. Chiến thuật hải quân bao gồm việc lập kế hoạch và di chuyển tàu và hạm đội trong một trận đánh.